# Think (chanson des Rolling Stones)
Singles de Chris Farlowe
The Fool
(1965) Out of Time
(1966)
Think est une chanson écrite et composée par le duo Jagger/Richards du groupe The Rolling Stones. Elle apparait pour la première fois en single interprétée par Chris Farlowe en janvier 1966 et se classe à la 37e place au Royaume-Uni,.
La propre version des Rolling Stones est publiée trois mois plus tard dans l'album Aftermath.

## Version de Chris Farlowe
Ancien leader du groupe The Thunderbirds fondé en 1957, le chanteur britannique Chris Farlowe qui avait quelques singles chez Decca Records à son actif entre 1962 et 1964 était au début de 1965 l'un des premiers à signer avec le nouveau label indépendant Immediate Records créé par son producteur Andrew Loog Oldham. Son premier single au sein de ce label était The Fool, une chanson écrite par Naomi Ford et Lee Hazlewood. Cette version n'arrive pas à se classer.
À la suite de cette déception, son producteur lui propose de le mettre en relation avec Mick Jagger et Keith Richards des Rolling Stones qu'il produit également pour que ces derniers lui proposent des chansons sur mesure. Lors de la première rencontre en décembre 1965, Mick fait écouter à Chris les dernières compositions travaillées durant les dernières sessions du groupe effectués en début de mois. Séduit par la mélodie de Think, le chanteur leur a demandé de produire l'enregistrement dans les jours suivants,.
Dans les semaines suivant sa sortie le 14 janvier 1966, le single se classe 37e au Royaume-Uni.

## Analyse artistique de la version des Rolling Stones
Pistes de Aftermath
Take It or Leave It
(12) What To Do
(14)
À l'instar des chansons de l'album comme Under my Thumb et Stupid Girl, la plume de Mick Jagger s'en prend à nouveau aux femmes, cette fois-ci celles qui ont fait souffrir son auteur. Les paroles parlent d'un homme qui s'adresse à son ex-partenaire séparés depuis un an. Il lui dit clairement de se pencher sur son passé et d'être plus mature.
« Regarde bien et tu verras
Tu deviens vieille avant l'âge »
Le constat est féroce, les promesses de l'ancienne maîtresse n'ont pas été tenues.
Le guitariste Keith Richards use à nouveau l'effet Fuzz qu'il a popularisé depuis (I Can't Get No) Satisfaction sur sa guitare tout du long du morceau. À l'instar de Satisfaction, le guitariste utilise cet effet pour pallier les cuivres qu'il avait en tête. Il tient également une guitare acoustique qu'il lance dès l'introduction, ainsi que la guitare solo en milieu de chanson. Alors que Brian Jones se charge de la guitare rythmique (ainsi que des marimbas noyés dans le mix en fin de chanson), la section rythmique composée du bassiste Bill Wyman et du batteur Charlie Watts est toujours efficace. Le chant de Mick Jagger et à mi chemin entre pop et R&B, aidé dans les harmonies vocales par Keith. Bien que la chanson soit bien interprétée, le résultat n'est pas satisfaisant car il manque une dimension supplémentaire pour qu'elle soit aussi mémorable que Paint It Black ou encore Under my Thumb...

## Équipe technique
- Mick Jagger : chant
- Keith Richards : guitare solo, guitare acoustique, chœurs
- Brian Jones : guitare rythmique, marimbas
- Bill Wyman : basse
- Charlie Watts : batterie
- Andrew Loog Oldham : production
- Dave Hassinger : ingénieur du son